# Hey Man
Albums de Mr. Big
Japandemonium: Raw Like Sushi 3
(1993) Channel V at the Hard Rock Live
(1996)
Hey Man est quatrième album studio du groupe de hard rock Mr. Big. Il contient 13 titres dont 2 pistes bonus, Tears et Little Mistake.

## Liste des titres
| No  | Titre                                   | Durée |
| --- | --------------------------------------- | ----- |
| 1.  | Trapped in Toyland                      | 4:24  |
| 2.  | Take Cover                              | 4:38  |
| 3.  | Jane Doe                                | 3:36  |
| 4.  | Goin' Where the Wind Blows              | 4:19  |
| 5.  | The Chain                               | 3:46  |
| 6.  | Where Do I Fit In?                      | 4:22  |
| 7.  | If That's What It Takes                 | 4:47  |
| 8.  | Out of the Underground                  | 4:05  |
| 9.  | Dancin' Right into the Flame            | 3:02  |
| 10. | Mama D.                                 | 4:32  |
| 11. | Fool Us Today                           | 4:23  |
| 12. | Tears (Piste japonaise bonus)           | 3:45  |
| 13. | Little Mistake (Piste bonus européenne) | 3:45  |

## Membres et production
- Eric Martin – Chant
- Paul Gilbert – Guitare
- Billy Sheehan – Guitare basse
- Pat Torpey – Batterie
- Mixeurs – Kevin Elson et Tom Size
- Ingénieurs – Kevin Elson et Tom Size